# カッパドーチャ
カッパドーチャ（イタリア語: Cappadocia）は、イタリア共和国アブルッツォ州ラクイラ県にある、人口約500人の基礎自治体（コムーネ）。

## 名称
標準イタリア語以外では以下の名称を持つ。
- アブルッツォ方言 (it) : Cappadoza [4]

なお、Cappadocia は、トルコのカッパドキアと同じ綴りである。

## 地理

### 位置・広がり
ラクイラ県西部に位置するコムーネ。

#### 隣接コムーネ
隣接するコムーネは以下の通り。括弧内のFRはフロジノーネ県、RMはローマ県所属を示す。
- カメラータ・ヌオーヴァ (RM)
- カステッラフィウーメ
- フィレッティーノ (FR)
- ペレート
- ロッカ・ディ・ボッテ
- タリアコッツォ
- ヴァッレピエトラ (RM)

## 行政

### 分離集落
カッパドーチャには、以下の分離集落（フラツィオーネ）がある。
- Camporotondo, Petrella Liri, Verrecchie